# Дидигуров, Александр Андреевич
Александр Андреевич Дидигуров (14 ноября 1918, Тальменка (ныне Искитимского района, Новосибирская область) — 11 февраля 1993, Новосибирск) — помощник командира взвода 326-го стрелкового полка 21-й стрелковой дивизии 26-й армии 3-го Украинского фронта, старший сержант.

## Биография
Родился 14 ноября 1918 года в деревне Тальменка (ныне Искитимского района Новосибирской области). Окончил начальную школу. Работал в колхозе, в пожарной команде города Бердска.
В 1939 году был призван в Красную Армию. Службу проходил в стрелковой дивизии на Дальнем Востоке. В 1941 году окончил школу младших командиров, стал старшим сержантом, командиром отделения. Здесь встретил начало Великой Отечественной войны.
В августе 1941 годы в составе дивизии убыл на фронт. Боевое крещение принял в сентябре того же года на Карельском фронте, где его батальон занял оборонительные позиции на берегу реки Свирь. В первых боях с финнами погиб командир взвода, и командование принял старший сержант Дидигуров. Да так и остался исполнять обязанности командира взвода на три года.
Дидигуров не раз поднимал свой взвод в атаки, грамотно организовал оборону. Снайперские пары стрелков, пулеметные снайперские расчеты ни днем, ни ночью не давали финнам покоя. Приходилось отбивать и атаки обозленного противника. Был ранен, но вернулся в строй.
В марте 1943 года 21-ю стрелковую дивизию передвинули севернее, в полосу обороны 14-й армии. В один из весенних дней батальон, в котором служил Дидигуров, отошел на несколько километров в тыл для восстановления мостов, снесенных паводком. Финская разведка видимо получила сведения об ослаблении обороны и позиции, ранее занимаемые батальоном, были атакованы. После артподготовки врагу удалось ворваться в первую траншею. Батальон Мельникова вернулся вовремя и, как было потом доложено в штаб дивизии, восстановил положение. Взвод старшего сержанта Дидигурова был отмечен приказом по полку, так как проявил в этом скоротечном бою мобильность и храбрость. Приказом по 21-й стрелковой дивизии старший сержант Дидигуров был награждён медалью «За отвагу».
В начале сентября 1944 года старший сержант Дидигуров передал командование взводом присланному из резерва фронта младшему лейтенанту Кретову и остался его помощником. Накануне наступления Дидигурову, как ветерану полка, было поручено водрузить знамя на высоте, которая попадает в полосу наступления батальона. На рассвете 11 сентября 1944 года в бою за высоту Питкявара в районе озера Ярьетенярви старший сержант Дидигуров первым поднялся а атаку, показывая пример бойцам батальона. Стремительным броском пехотинцы достигли вражеских позиций и ворвались в первую линию траншей. Пробиваясь к вершине, Дидигуров сразил из автомата четырёх пехотинцев, уничтожил пулеметный расчет и водрузил Красное знамя на вершине высоты. В тот же день был награждён первым боевым орденом. Приказом по 21-й стрелковой дивизии от 11 сентября 1944 года старший сержант Дидигуров Александр Андреевич награждён орденом Славы 3-й степени.
После выхода из войны Финляндии и прекращения боевых действий на Карельском фронте 21-я дивизия была переведена на юг, в состав 26-й армии 3-го Украинского фронта. Участвовала в боях на территории Венгрии.
16 февраля 1945 года старший сержант Дидигуров с двумя отделениями, используя туман, подобрался к вражеским позициям с задачей уничтожить пулеметные точки. Обнаружив, что пулеметный расчет прикрывает перекресток дорог, проявил инициативу и выбил врага из окопов, заняв выгодную позицию. Командиром батальона майором Мельниковым был представлен к ордену Славы 2-й степени.
Бои продолжались. 21 марта 1945 года в бою под населенным пунктом Польгарди-Берхида, южнее города Секешфехервар огнём в упор уложил троих врагов и одного взял в плен. 6 марта между озёрами Веленеце и Балатон немцы бросили в бой войска двух армий, более 400 танков, 21-я стрелковая оказалась на направлении главного удара. При артподготовке погибли несколько солдат и командир взвода. Дидигуров вновь, как 1941 году, принял командование оставшимися бойцами. Через позиции взвода танковая лавина прошла, но на поле остались гореть 3 «тигра» и «пантера», подожженные гранатами и бутылками в горючей смесью. Вечером, собрав остатки роты, Дидигуров повел их на восток и на третьи сутки вышел с 14-ю бойцами в расположение дивизии. Новый командир батальона, капитан Дорофеев, сменивший погибшего Мельникова, представил старшего сержант к ордену Славы. Приказом от 28 марта 1945 года старший сержант Дидигуров Александр Андреевич награждён орденом Славы 2-й степени.
Об этом приказе он ещё не знал, когда 16 апреля был ранен. В бою за безымянную высоту 6 км юго-западнее города Глоггнитц, командуя взводом, старший сержант Дидигуров отразил 4 контратаки. Заменил выбывшего из строя пулеметчика, сразив 8 противников. С перебитой берцовой костью он был доставлен в медсанбат и затем в тыл, в госпиталь. Это было его третье тяжелое ранение.
День Победы встретил на госпитальной койке. Здесь же Дидигурову вручили сразу два ордена Славы, и оба 2-й степени. Видимо, в ходе жестоких боев под Балатоном в штабе полка допустили ошибку, представив старшего сержанта за подвиги, совершенные в разное время, дважды к ордену Славы одной и той степени.
После выздоровления А. А. Дидигуров был демобилизован. Вернулся на родину. Жил в городе Бердск Новосибирской области. Окончил вечернюю школу. Работал на стройках котельно-радиаторного завода в городе Искитим, аэропорта в Новосибирске, Обской гидроэлектростанции.
Указом Президиума Верховного Совета СССР от 13 апреля 1979 года в порядке перенаграждения Дидигуров Александр Андреевич награждён орденом Славы 1-й степени. Стал полным кавалером ордена Славы.
Последние годы жил в городе Новосибирске. Несмотря на тяжелую болезнь и ограниченные возможности передвигаться, участвовал в патриотической работе с молодежью, встречался со школьниками. Умер 11 февраля 1993 года. Похоронен на Гусинобродском кладбище Новосибирска.
В городе Искитиме, в Аллее Славы у Дома культуры установлен бюст А. А. Дидигурова.